# Вооружённые силы Болгарии
Вооружённые силы Болгарии (болг. Въоръжени сили) — совокупность войск и сил Республики Болгарии, предназначенных для защиты свободы, независимости и территориальной целостности государства.
В состав вооружённых сил входят:
- органы военного управления;
- Сухопутные войска Болгарии;
- Военно-морские силы Болгарии;
- Военно-воздушные силы Болгарии.
- военная полиция;
- служба военной информации;
- служба военной топографии;
- службы связи и коммуникации;
- военно-учебные заведения;
- Национальная гвардейская часть;
- резерв вооружённых сил[3].

## История
Отдельные отряды болгарских добровольцев появились в составе русской армии в XIX веке.
В ходе русско-турецкой войны 1806—1812 гг. из болгар был создан отряд под командованием Д. Ватикиотиса.
Перед началом Крымской войны генерал-фельдмаршал И. Ф. Паскевич предложил Николаю I призвать к боевым действиям против турецких войск болгар и сербов, но его предложение не встретило одобрения в Петербурге. В сентябре 1853 года в Главную квартиру русской армии прибыла делегация от 37 приходов Северо-Западной Болгарии, делегаты которой передали «Петицию болгар русскому царю» и сообщили о готовности болгарского населения оказать помощь русской армии после её переправы через Дунай. В дальнейшем, после начала войны в русскую армию начали вступать болгарские добровольцы (среди которых были и эмигранты, проживавшие в Российской империи ещё до начала войны, и жители дунайских княжеств Молдавии и Валахии, и жители иных областей Болгарии). После окончания войны болгарские отряды были расформированы, часть болгарских добровольцев осталась в Российской империи (известно, что свыше 80 болгарских добровольцев после ухода с военной службы поселились в Дальнобуджакском округе, ещё один доброволец Генчо Греков поселился в Бердянском уезде, а награждённый золотой медалью «За усердие» доброволец Фёдор Велков поселился в Таврической губернии), но другая часть вернулась на родину.

### 1878—1913

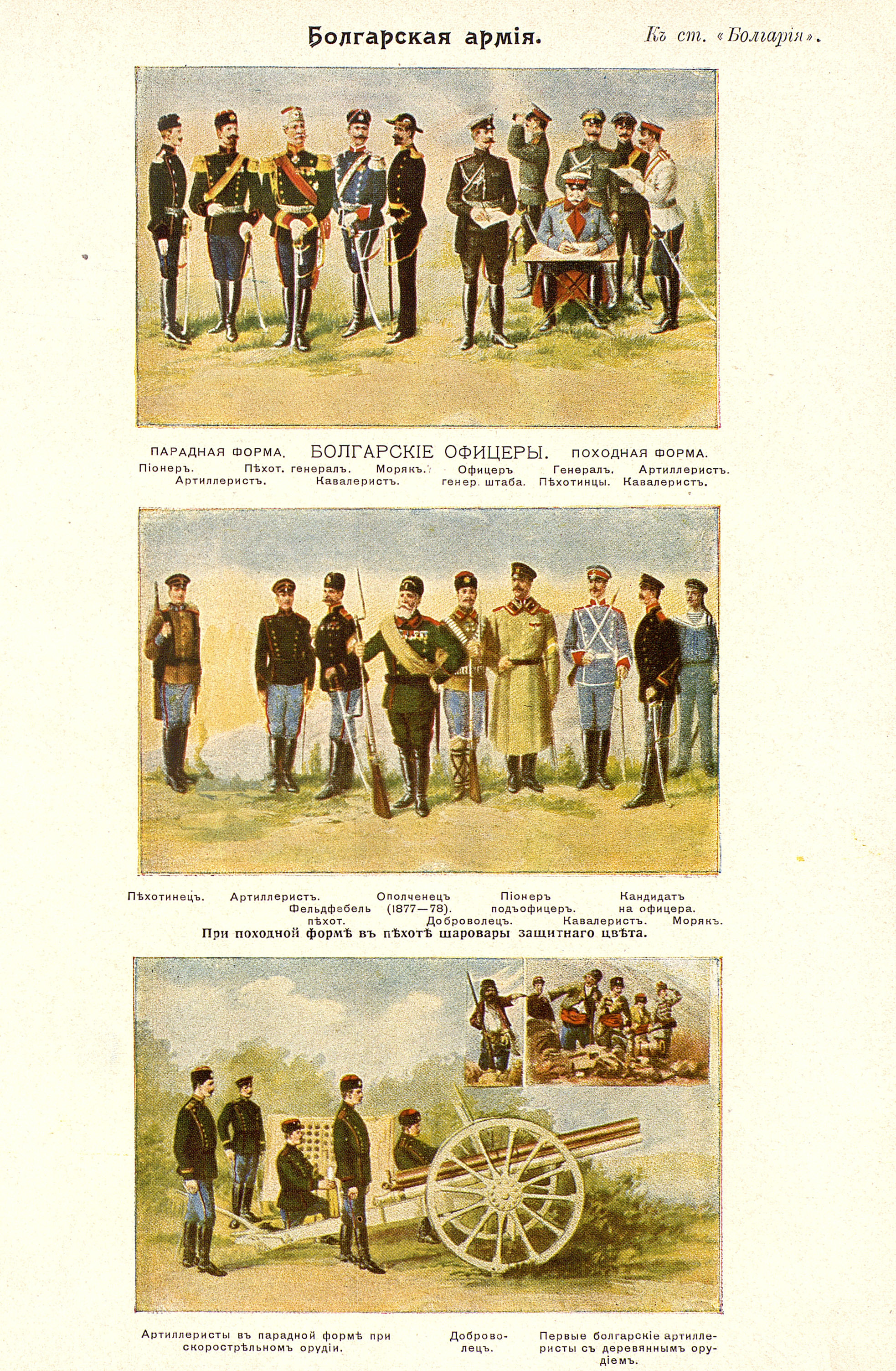
Форма военнослужащих болгарской армии

Первые подразделения болгарской армии были сформированы в 1878 году, при помощи России, из отрядов ополченцев, участвовавших в Апрельском восстании 1876 года и боях за освобождение Болгарии от турецких войск в ходе войны 1877—1878 года.
15 июля 1878 года на основе ополчения было создано Болгарское земское войско.
В июле 1879 года было создано военное министерство. После принятия конституции 1879 года, устанавливавшей основные принципы государственного устройства, в 1883 году была проведена реорганизация болгарской армии. Комплектование армии производилось по призыву.
В 1885 году в болгарскую армию была принята первая женщина-доброволец, Йонка Маринова (она стала единственной женщиной-солдатом, участвовавшей в войне 1885 года).
28 апреля 1888 года приказом военного министра было создано «Военное издательство», началось издание официального журнала военного министерства.
В декабре 1899 года было принято решение о перевооружении болгарской армии на 8-мм магазинную винтовку «манлихер» обр. 1888 года.
В 1890 году был создан генеральный штаб.
В 1891 году для болгарской армии начали закупать 8-мм магазинные винтовки «манлихер» обр. 1888/90 г.

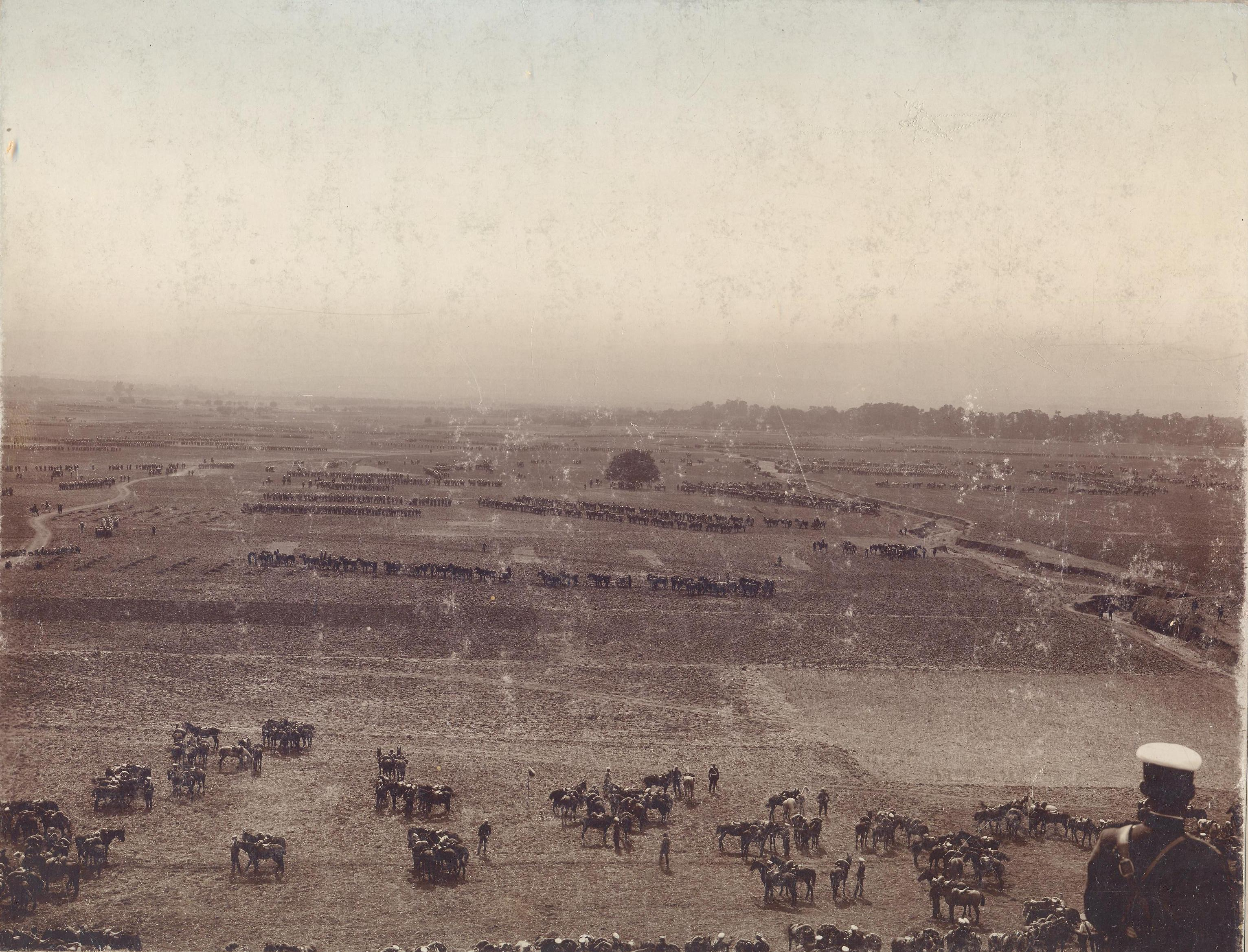
Манёвры болгарской армии у с. Шейново, 17 сентября 1902 года.

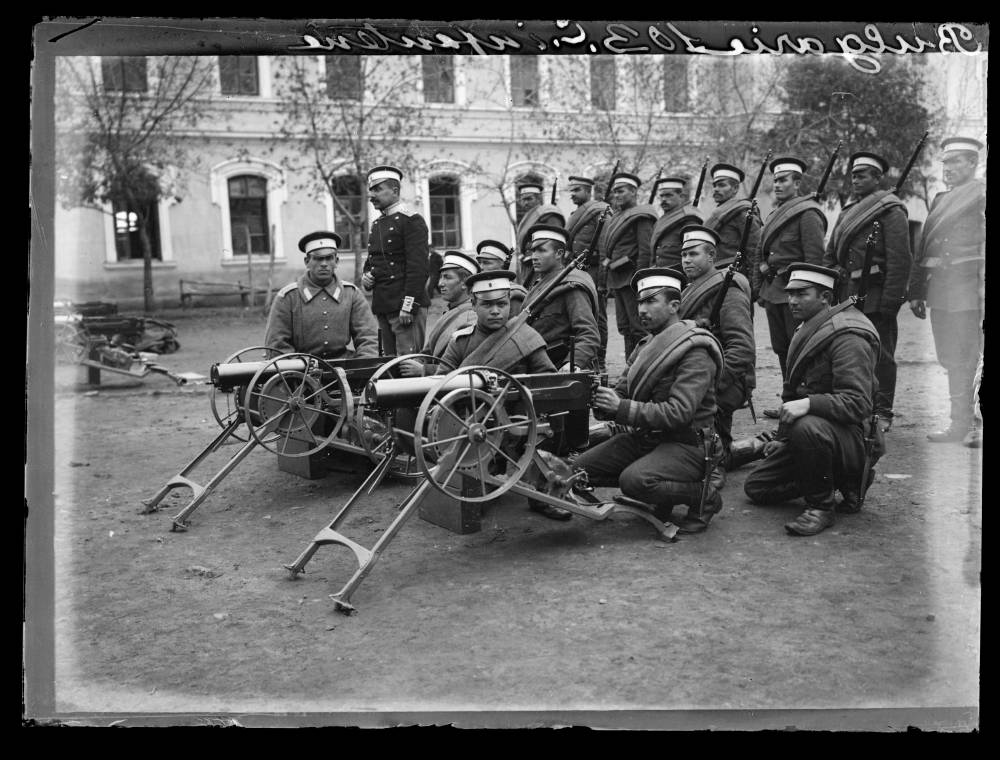
Пулемётная команда болгарской армии, сентябрь 1908 года.

В 1902 году была подписана русско-болгарская военная конвенция. Осенью 1903 года, после подавления турецкими войсками Илинденского восстания в Македонии правительство Болгарии увеличило военные расходы.
31 декабря 1903 года был принят закон («Закон за устройството на въоръжените сили на Българското Царство»), устанавливающий новую организационную структуру и порядок комплектования болгарской армии. Военнообязанными являлись болгарские подданные-мужчины, признанные пригодными к военной службе, в возрасте от 20 до 46 лет (включительно).
Во время русско-японской войны 1904—1905 гг. Болгария направила в Россию санитарный отряд Красного Креста для оказания помощи раненым Маньчжурской армии. В боевых действиях принимали участие поступившие на службу в вооружённые силы Российской империи болгарские добровольцы Петр Цончев и лейтенант болгарского военно-морского флота Димитр Добрев (который в составе команды крейсера «Дмитрий Донской» участвовал в Цусимском сражении).
В 1907 году на вооружение болгарской армии был принят немецкий 8-мм станковый пулемёт MG.01/03 обр. 1904 года (под наименованием «Максим-Шпандау»), в 1910 году — первые автомобили.
В 1912 году армия мирного времени насчитывала 4000 офицеров и 59 081 нижних чинов — 9 дивизий (каждая из четырёх двухбатальонных полков, которые должны были быть переформированы в четырёхбатальонные при мобилизации) и ряд отдельных частей. Кроме того, было предусмотрено создание резервных соединений (всего в резервных частях было 133 тысячи человек, 300 орудий и 72 пулемёта) и отдельных батальонов ополчения для несения охранной службы в тылу.
После создания весной 1912 года Балканского союза, перед началом Первой Балканской войны, вооружённые силы Болгарии насчитывали 180 тыс. человек. В течение 1912 года Россия поставила болгарской армии 50 000 трёхлинейных винтовок и 25 000 винтовок Бердана № 2. Общая стоимость вооружения и боеприпасов, полученных Болгарией из Российской империи в период до 15 декабря 1912 года составила 224 229 рублей. Кроме того, правительство разрешило выезд добровольцев, сбор денежных средств и отправку в Болгарию санитарно-медицинских отрядов. В результате, Российский Красный Крест отправил в Болгарию полевой военный госпиталь на 400 коек и три походных лазарета (на 100 коек каждый), ещё четыре медико-санитарных отряда (на 50 коек каждый) отправила в Болгарию городская дума Нижнего Новгорода.
В 1912—1913 годы состоялась Первая Балканская война, в которой Болгария в союзе с Сербией, Черногорией и Грецией вела боевые действия против Османской империи. Война закончилась подписанием Лондонского мирного договора. В дальнейшем, Болгария участвовала во Второй Балканской войне против бывших союзников по антитурецкой коалиции.
В 1913 году Болгария увеличила военные расходы до 2 млрд левов (что составляло более половины всех расходов бюджета страны). В конце 1913 года Болгария увеличила закупки оружия и боеприпасов в Австро-Венгрии и Германии, в это же время увеличивается приём курсантов в военно-учебные заведения страны, интенсивно проводится переподготовка офицерского и унтер-офицерского состава болгарской армии с учётом опыта окончившейся Балканской войны, начата идеологическая подготовка к войне (начат выпуск периодических изданий «Народ и армия» и «Военная Болгария») и распространение идей пересмотра Бухарестского договора.

### 1914—1918

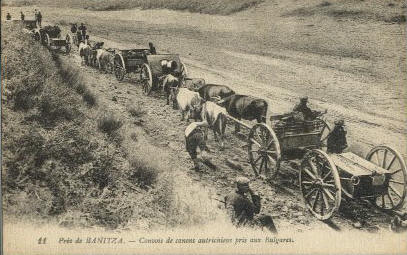
Болгарская артиллерия у села Баница (Западная Македония), август 1916 года.

12 июля 1914 года было подписано германо-болгарское соглашение, в соответствии с которым правительство Болгарии получало в Германии заём на сумму 500 млн франков и принимало обязательство израсходовать 100 млн франков из полученного займа, разместив военный заказ на предприятиях Германии и Австро-Венгрии.
К началу 1915 года большинство военнослужащих болгарской армии носили обмундирование обр. 1908 года (коричневого цвета), хотя некоторые подразделения уже получили серо-зелёную полевую униформу нового образца.
6 сентября 1915 года были подписаны документы о присоединении Болгарии к блоку Центральных держав, в соответствии с которыми Германия и Австро-Венгрия обязались оказать Болгарии помощь военнослужащими, вооружением и боеприпасами, а правительство Болгарии в соответствии с военной конвенцией — обязалось в течение 35 дней после подписания конвенции начать войну против Сербии.
8 (21) сентября 1915 года Болгария объявила мобилизацию (продолжавшуюся с 11 до 30 сентября 1915 года) и 15 октября 1915 года — вступила в Первую мировую войну на стороне Центральных держав (после завершения мобилизации болгарская армия насчитывала около 500 тыс. человек в составе 12 дивизий). Общее количество мобилизованных в вооружённые силы Болгарии в ходе войны составило 1 млн человек.
По состоянию на 14 октября 1915 года, основным типом винтовки болгарской армии являлись австрийские винтовки системы Манлихера нескольких модификаций, однако на вооружении резервных частей находились винтовки иных систем, в том числе устаревшие: 46 056 русских трёхлинейных винтовок обр. 1891 г., 12 982 турецких винтовок системы Маузера (трофеи войны 1912 года), 995 сербских винтовок системы Маузера (трофеи войны 1913 года), 54 912 винтовок системы Бердана № 2 обр. 1870 г., 12 800 винтовок Крнка обр. 1869 г. и др. Также на вооружении армии имелось 248 немецких станковых пулемётов системы Максима (ещё 36 шт. трофейных турецких пулемётов системы Максима находились на хранении).
Кроме того, на вооружении болгарской армии к моменту выступления на стороне Центральных держав в октябре 1915 года имелось до 500 лёгких орудий (в основном, 75-мм полевые орудия Schneider-Canet обр. 1904 г.), около 50 тяжёлых орудий системы Шнейдера и около 50 шт. 75-мм скорострельных горных орудий Schneider-Canet со значительным запасом снарядов (во время войны снаряды для орудий французского производства, находившихся на вооружении болгарской армии, поставляла Германия, захватившая значительное количество трофейных снарядов на складах французской армии на Западном фронте).
В 1915—1918 гг. Германия и Австро-Венгрия поставляли для болгарской армии вооружение, боеприпасы, снаряжение и иное военное имущество. Кроме того, Германия передала болгарской армии большое количество немецкой полевой формы.
В феврале 1918 года Германия практически прекратила поставки оружия, снаряжения и обмундирования болгарской армии и военную помощь Болгарии.
Австро-Венгрия передала Болгарии несколько бронекареток Шумана (в 1918 году, после перехода войск Антанты в наступление, они были захвачены французской Восточной армией).
После прорыва войсками Антанты Македонского фронта в сражении 14 — 18 сентября 1918 года у Добро-Поле, 22 — 24 сентября 1918 в отступавших войсках началось восстание солдат. Когда восставшие начали движение к столице, 24 сентября 1918 года правительство Болгарии обратилось к странам Антанты с просьбой о прекращении боевых действий. 26 сентября 1918 года восставшие заняли Радомир, 29 сентября 1918 года — заняли Владай и в этот же день в городе Салоники был подписан мирный договор между Болгарией и Антантой, после чего восстание было подавлено правительственными силами при содействии немецких войск.
Под контролем Антанты была проведена демобилизация: части болгарской армии возвращали в гарнизоны и расформировывали, а их вооружение — свозили на военные и государственные склады. Тем не менее, ещё до подписания соглашения гражданские власти и военное руководство Болгарии постарались сохранить часть оружия: в стране были оборудованы тайные склады, на которых удалось спрятать некоторое количество стрелкового оружия (пистолеты, винтовки, пулемёты), значительное количество патронов, ручных гранат и артиллерийских снарядов.
- например, в окрестностях Плевена в селе Ясен ящики с винтовками были спрятаны в пирамиде Русского памятника (установленного в честь освобождения села в войне 1877—1878 гг.), а недалеко от села Муселиево был оборудован тайный склад, где спрятали пулемёты[31].

### 1919—1930

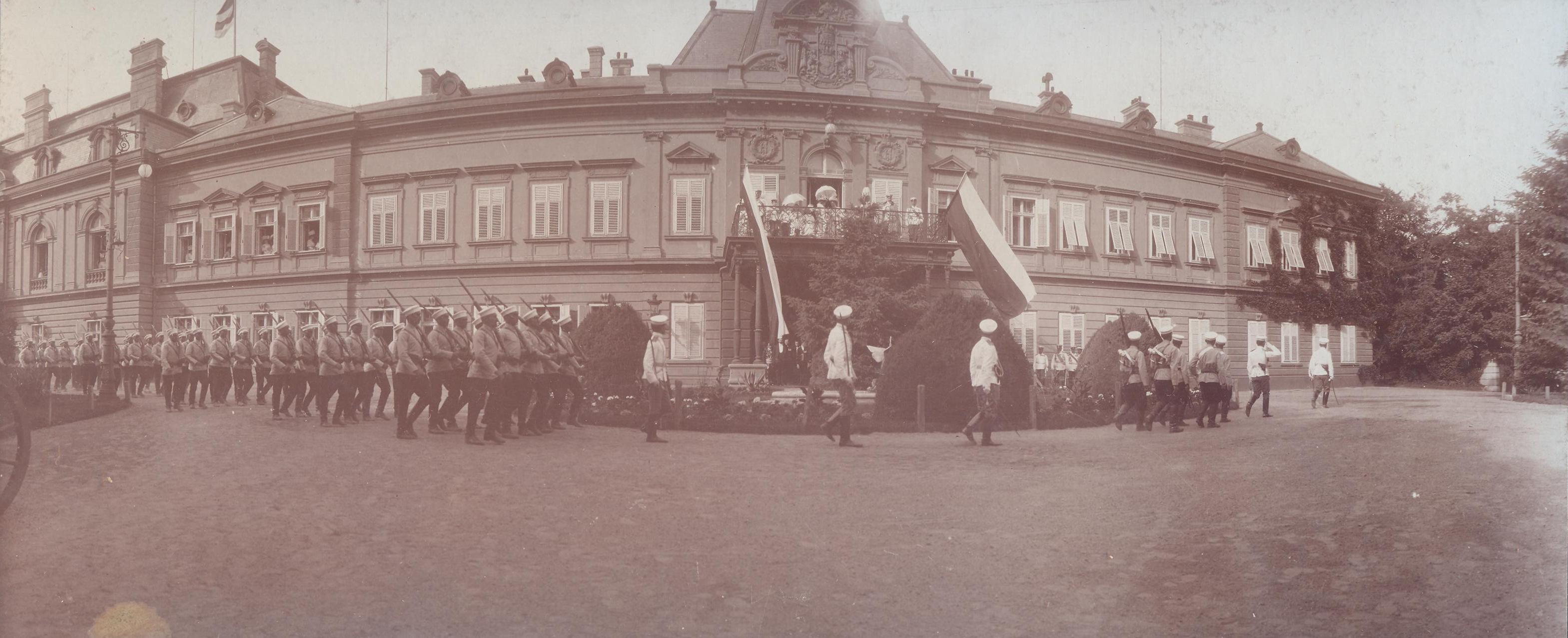
Парад частей болгарской армии, София, 1923 год.

В соответствии с подписанным 27 ноября 1919 года Нёйиским договором, численность болгарских вооружённых сил была уменьшена до 33 тыс. человек (20 тыс. военнослужащих сухопутных войск, 3 тыс. военнослужащих пограничных войск и 10 тыс. в составе жандармерии), военно-морской флот был сокращён до 10 кораблей, комплектование вооружённых сил по призыву было запрещено.
14 июня 1920 года правительство А. Стамболийского приняло решение о создании строительных войск (которые рассматривали как возможный организованный резерв для создания частей болгарской армии).
В начале 1921 года в Болгарию начали организованно прибывать части армии Врангеля, которые были размещены в основном в казармах демобилизованной болгарской армии (всего до конца 1921 года в страну прибыло около 35 тыс. белоэмигрантов) и сохраняли право на ношение военной формы и оружия. 17 августа 1922 года генерал П. Н. Врангель приказал генералу Е. К. Миллеру начать переговоры с представителями военно-политических кругов Болгарии о формировании нового правительства Болгарии, в состав которого в качестве военного министра должен был быть включён русский генерал из числа белоэмигрантов, однако подготовка к государственному перевороту была раскрыта, после чего находившиеся в Болгарии части белоэмигрантов были лишены экстерриториальности и разоружены.
В январе 1923 года началось издание журнала «Артилерийски преглед».
Части болгарской армии применялись для подавления крестьянского восстания 9-11 июня 1923 года и Сентябрьского восстания (14-29 сентября 1923 года).
1 июля 1924 года болгарские министры А. Цанков, И. Русев, И. Вылков и представители армии Врангеля в Болгарии (генералы С. А. Ронжин, Ф. Ф. Абрамов и В. К. Витковский) заключили секретное соглашение о сотрудничестве, которое предусматривало возможность вооружения и использования находившихся в Болгарии подразделений армии Врангеля в интересах болгарского правительства.
В октябре 1925 года в районе города Петрич на линии болгаро-греческой границы имел место пограничный конфликт: после того, как 19 октября 1925 года болгарский пограничник застрелил греческого пограничника, правительство Греции направило ультиматум правительству Болгарии, а 22 октября 1925 года части VІ-й греческой дивизии без объявления войны пересекли границу и заняли десять сёл на территории Болгарии (Кулата, Чучулигово, Марино поле, Марикостиново, Долно-Спанчево, Ново Ходжово, Пиперица, Лехово и др.). Болгария заявила протест, на левом берегу реки Струма болгарские пограничники при содействии добровольцев из местного населения оборудовали оборонительные позиции и воспрепятствовали дальнейшему продвижению греческих войск, началось выдвижение к границе частей 7-й болгарской пехотной дивизии. 29 октября 1925 года греческие войска отступили с занятой территории Болгарии.
В середине 1920-х гг. начинается восстановление военной промышленности:
- в 1924—1927 гг. в городе Казанлык построен военный завод ДВФ.
- в 1925—1926 гг. в Божуриште построен первый авиазавод — ДАР, на котором началось производство самолётов.

В 1927 году министерство обороны начало издание ещё одного журнала "Военноисторически сборник" (посвящённого общетеоретическим вопросам военной истории).

### 1930—1940
В 1930-е годы началось сближение правительственных кругов Болгарии, Германии и Италии, в том числе в сфере военного сотрудничества, которое усилилось после подписания 9 февраля 1934 года пакта о создании «Балканской Антанты» и военного переворота 19 мая 1934 года. В этот же период из Германии и Италии начались поставки вооружения и военной техники.
- так, итальянской авиастроительной компанией «Caproni» в городе Казанлык был построен авиазавод «Самолетна фабрика „Капрони Български“».
- в начале 1930-х гг. в Германии была закуплена партия пистолетов-пулемётов VMP1930 (Vollmer Maschinenpistole).
- в 1934 г. военное министерство Болгарии приняло решение приобрести в Италии 14 танкеток CV-33, 14 тяжёлых грузовиков-транспортёров танкеток «Рада», несколько легковых машин Fiat 508, тракторы-тягачи «Pavesi-Fiat», зенитные орудия и иное военное имущество общей стоимостью 174 млн левов на условиях кредита сроком на 6 — 8 лет. 1 марта 1935 г. в порт Варна прибыл первый транспорт с техникой[37]
- в 1936 году Германия подарила для ВВС Болгарии 12 самолётов Heinkel He 51, для болгарской армии были поставлены 62 грузовика Phänomen Granit 30, 5 легковых машин повышенной проходимости Tempo G1200 и партия легковых машин Opel P4[37]
- в 1937 году Германия подарила для ВВС Болгарии 12 истребителей Arado Ar 65
- в 1938 году из Италии было поставлено ещё 50 артиллерийских тракторов-тягачей Р-4-100W «Pavesi»[37].

27 ноября 1934 года Болгария подписала пакт Сааведра Ламаса.
В 1936 году на вооружение болгарской армии вместо немецкой каски обр.1916 года была принята стальная каска обр.1936 года. Новые каски начали поступать в войска с начала 1937 года, однако немецкие каски также продолжали использовать.
9 июля 1936 года в городе Сопот началось строительство завода по производству артиллерийских боеприпасов (открытие завода состоялось 12 июля 1940 года).
18 июля 1936 года царь Борис ІІІ подписал указ № 310 о создании системы гражданской обороны, защиты населения от авианалётов и химического оружия.
31 июля 1937 года правительством Болгарии была принята программа перевооружения армии, её финансирование взяли на себя Англия и Франция, предоставившие Болгарии заём в размере 10 млн долларов.
С начала 1938 года Болгария начала переговоры с Германией о возможности заключить соглашение на получение кредита на приобретение оружия. 12 марта 1938 года был подписан секретный протокол, в соответствии с которым Германия предоставила Болгарии заём в размере 30 млн рейхсмарок на закупку оружия.
13 мая 1938 года в Софии министр иностранных дел Турции Рюшто Арас и премьер-министр Турции Джелаль Баяр от имени всех стран Балканской Антанты предложили Болгарии заключить соглашение о признании за ней равноправия в вопросах вооружения взамен на декларацию правительства Болгарии о ненападении с её стороны.
31 июля 1938 года были подписаны Салоникские соглашения, в соответствии с которыми с 1 августа 1938 года с Болгарии сняли ограничения на увеличение армии, а также разрешили ввести болгарские войска в ранее демилитаризованные зоны на границах с Грецией и Турцией.
В дальнейшем, начался рост военных расходов, численности и вооружённости болгарской армии. Одновременно, правительство Болгарии начало развитие военной промышленности.
- 27 октября 1938 года депутаты Народного собрания Болгарии проголосовали о предоставлении правительству военных кредитов в сумме 4 млрд. 250 млн левов[42]
- в 1938 году было принято решение о строительстве авиазавода в городе Ловеч, в 1939 году при участии польских инженеров здесь было начато строительство авиазавода ДСФ, который начал работу в 1941 году.
- на авиазаводе «Самолетна фабрика „Капрони Български“» по предоставленной Италией лицензии в 1940 году началось производство самолётов Caproni Ca.309 (под наименованием КБ-6 «Папагал»)[43]

После оккупации Чехословакии в марте 1939 года Германия начала поставки для болгарской армии трофейного оружия чехословацкого производства: в частности, Болгарии были переданы 12 бомбардировщиков Aero MB.200 (французские бомбардировщики Bloch MB.200, выпущенные по лицензии в Чехословакии); 32 бомбардировщика Avia B.71 (советские бомбардировщики СБ, выпущенные по лицензии в Чехословакии); 12 истребителей Avia B.135B; истребители Avia B.534; самолёты-разведчики Letov Š-328; учебно-тренировочные самолёты Avia B.122; стрелковое оружие (в частности, пистолеты CZ.38, пистолеты-пулемёты ZK-383, пулемёты ZB vz. 26). Позднее были получены 36 танков LT vz.35 и др.
После оккупации Польши в сентябре 1939 года Германия начала поставки для болгарской армии трофейного оружия польской армии: так, в 1940 году Германия передала Болгарии пять отремонтированных бомбардировщиков PZL.43B, ранее находившихся на вооружении польских военно-воздушных сил.
После оккупации Голландии в мае 1940 года Германия продала Болгарии шесть недостроенных торпедных катеров, захваченных в районе Роттердама.
После оккупации Норвегии весной 1940 года Германия начала поставки в Болгарию трофейного вооружения, захваченного в Норвегии.
После оккупации Франции летом 1940 года Германия начала поставки в Болгарию трофейного оружия французской армии: так, 23 апреля 1941 года были поставлены 40 танков Renault R-35. Позднее были получены истребители Dewoitine D.520, 19 танков Hotchkiss H39, 6 танков Somua S-35, грузовики Renault AHN и др.
Кроме того, Германия поставляла в Болгарию вооружение и технику немецкого производства: в 1938—1939 годы были поставлены 2 военно-транспортных самолёта «Ju-52»; в 1940 году были закуплены 15 учебно-тренировочных самолётов Bü 131; также были получены самолёты связи Fi 156. Позднее были получены 12 гидросамолётов Arado Ar-196A-3 и др.

### 1941—1945
В январе 1941 года немцы поставили болгарской армии десять внедорожников Stoewer R200 Spezial 40.
1 марта 1941 г. в Вене были подписаны документы о присоединении Болгарии к пакту «Рим — Берлин — Токио».
2 марта 1941 года немецкая 12-я армия вступила на территорию Болгарии с территории Румынии, на территории страны были размещены подразделения 8-го авиакорпуса люфтваффе.
19-20 апреля 1941 года, в соответствии с соглашением между Германией, Италией и правительством Болгарии, части болгарской армии без объявления войны пересекли границы с Югославией и Грецией и оккупировали территории в Македонии и Северной Фракии.
- в качестве «благодарности» за помощь, Германия передала Болгарии 11 трофейных бомбардировщиков Do-17Kb-l (немецкие бомбардировщики Do-17K, произведённые по лицензии в Югославии, на авиазаводе в г. Кралево)[54].
- из Италии в 1941 году было поставлено 100 армейских грузовиков FIAT 626 для болгарской армии

25 июня 1941 года в составе болгарской армии был сформирован бронетанковый полк (на основе созданного в 1939 году 1-го танкового батальона).
25 ноября 1941 года Болгария присоединилась к «Антикоминтерновскому пакту».
13 декабря 1941 года Болгария объявила войну США и Великобритании, однако активного участия в боевых действиях против стран антигитлеровской коалиции болгарская армия не принимала.
В начале 1943 года в составе болгарской армии был создан парашютно-десантный батальон.
В июле 1943 года немцы начали перевооружение болгарской армии. В соответствии с программой перевооружения (получившей условное название «план Барбара»), немцы поставили 61 танк PzKpfw IV, 10 танков Pz.Kpfw.38(t), 55 штурмовых орудий StuG 40, 20 бронемашин (17 Sd.Kfz.222 и 3 Sd.Kfz.223), артиллерийские орудия и др. вооружение.
1 сентября 1943 года в составе болгарской армии было создано первое моторизованное соединение: автомобильный полк (Общовойскови камионен полк).
В 1944 году военные расходы составляли 43,8 % всех расходов государственного бюджета. Общая численность болгарской армии составляла 450 тыс. человек (21 пехотная дивизия, 2 кавалерийские дивизии и 2 пограничные бригады), на вооружении имелось 410 самолётов, 80 боевых и вспомогательных судов.
3 августа 1944 года было издано постановление министерского совета Болгарии № 23, в соответствии с которым полиция и жандармерия Болгарии были подчинены военному командованию.
С приближением линии Восточного фронта к границам Болгарии, 5 сентября 1944 года правительство Болгарии объявило войну Германии. 5 сентября советские войска 3-го Украинского фронта во взаимодействии с Черноморским флотом вышли к румыно-болгарской границе в Добрудже, перешли границу Болгарии и начали продвижение по территории страны. По состоянию на 5 сентября 1944 года общая численность болгарской армии составляла 510 тыс. человек (5 общевойсковых армий, 22 дивизии и 5 бригад), на её вооружении имелось 143 единицы бронетехники (при этом основу танкового парка составляли 97 немецких средних танков Pz.Kpfw.IVG и Pz.Kpfw.IVH). Общее количество автомобильной техники в войсках было невелико, все обозы и артиллерия были преимущественно на конной тяге, поэтому части и соединения болгарской армии были малоподвижны.
Несмотря на состояние войны с СССР, в ходе Болгарской операции Красная армия не встречала никакого сопротивления со стороны болгарской армии.
В дальнейшем, 9 сентября 1944 года в результате «Сентябрьской революции» к власти в стране пришло правительство «Отечественного фронта», которое приняло решение о создании Болгарской Народной армии.
В состав Болгарской Народной армии были включены бойцы партизанских отрядов и боевых групп, активисты движения Сопротивления и 40 тыс. добровольцев. В общей сложности, до конца войны в новую армию были призваны 450 тыс. человек, из них 290 тыс. принимали участие в боевых действиях.
Также, в этот период на вооружение болгарской армии начинает поступать вооружение и военная техника из СССР.
- так, в период с сентября по ноябрь 1944 года СССР передал для болгарской армии 100 млн патронов, 625 тыс. артиллерийских снарядов и миномётных мин, 650 тыс. ручных гранат и 14 тыс. тонн топлива и горюче-смазочных материалов[66];
- в начале 1945 года командование 3-го Украинского фронта передало болгарской армии партию трофейной бронетехники (один танк T-IV, один «туран», три штурмовых орудия StuG, два истребителя танков Jagdpanzer IV, четыре истребителя танков «хетцер» и два штурмовых орудия Semovente da 47/32)[55], 3 тыс. противотанковых мин и 10 тыс. противопехотных мин[67]; кроме того, в начале 1945 года 3-й Украинский фронт обеспечивал снабжение 1-й болгарской армии вещевым имуществом и продовольствием[68]
- 16 марта 1945 года было подписано советско-болгарское соглашение о безвозмездной передаче Болгарии вооружения и военного имущества[69], до конца войны СССР передал Болгарии вооружение для оснащения пяти пехотных дивизий: 65 танков Т-34, 410 орудий полевой артиллерии, 155 зенитных орудий, 370 миномётов, 420 тяжёлых пулемётов, 1270 ручных пулемётов, 10 615 автоматов, 18 тыс. винтовок и карабинов[70]; 300 противотанковых ружей, а также боеприпасы и иное снаряжение и военное имущество[65].

Кроме того, была начата подготовка военнослужащих болгарской армии в военно-учебных заведениях СССР — к 15 февраля 1945 года в советских военных академиях обучались и проходили повышение квалификации 21 болгарский офицер и генерал.
Болгарские войска участвовали в боевых действиях против Германии на территории Югославии, Венгрии и Австрии, принимали участие в Белградской операции, сражении у озера Балатон, совместно с подразделениями НОАЮ освободили города Куманово, Скопле, район Косово Поле…
В результате боевых действий болгарских войск, немецкие войска потеряли 69 тыс. военнослужащих убитыми и пленными, 21 самолёт (20 самолётов были уничтожены и один He-111 — захвачен), 75 танков, бронетранспортёров и бронемашин, 405 орудий, 340 миномётов, 1984 пулемёта, 4 тыс. автомобилей и транспортных средств (3724 автомашины, а также тягачи, мотоциклы и др.), 71 паровоз и 5769 вагонов, значительное количество вооружения, боеприпасов, снаряжения и военного имущества.
В период с начала сентября 1944 года до окончания войны в боях против немецкой армии и её союзников потери болгарской армии составили 31 910 военнослужащих; 360 солдат и офицеров болгарской армии были награждены советскими орденами, 120 тысяч военнослужащих — медалью «За победу над Германией в Великой Отечественной войне 1941—1945 гг.».
По официальным данным правительства Болгарии, прямые военные расходы Болгарии за период ведения военных действий на стороне стран антигитлеровской коалиции составили 95 млрд левов.

### 1945—1990

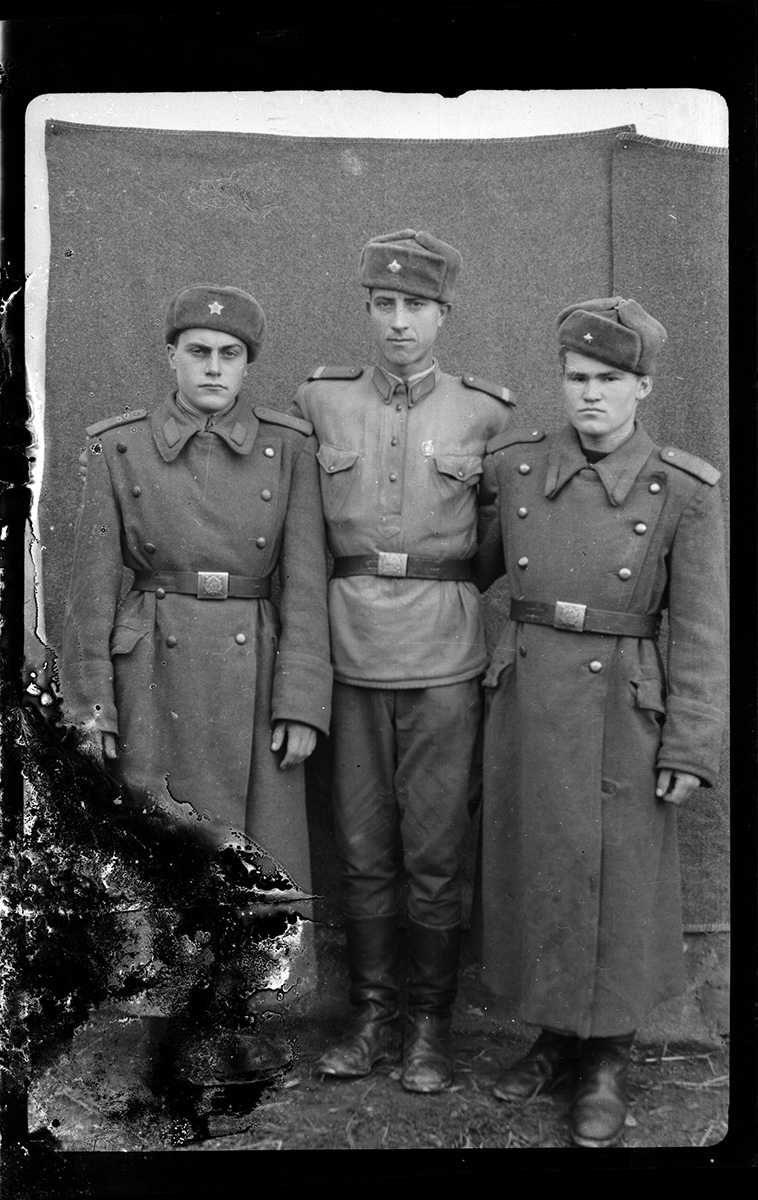
Военнослужащие Болгарской народной армии.

В июле 1945 года военный министр Болгарии обратился к СССР с просьбой оказать помощь в строительстве вооружённых сил страны: направить в страну инструкторов для обучения военнослужащих болгарской армии, предоставить вооружение для 7 пехотных дивизий и 2 тыс. автомашин. В конечном итоге, после переговоров и подписания соглашения о военной помощи, в 1946—1947 гг. СССР передал Болгарии 398 танков, 726 орудий и миномётов, 31 самолёт, 2 торпедных катера, 6 морских охотников, 1 эсминец, три малые подводные лодки, 799 автомашин, 360 мотоциклов, а также стрелковое оружие, боеприпасы, средства связи и горючее.
Кроме того, была продолжена подготовка военнослужащих болгарской армии в военно-учебных заведениях СССР — в 1947 году в советских военных академиях обучались и проходили повышение квалификации 34 болгарских офицера и генерала.
После окончания войны международная обстановка на границах Болгарии оставалась сложной в связи с началом «холодной войны» и продолжавшейся гражданской войной в Греции. В 1947 году английские войска были выведены из Греции, но их сменили войска США. Кроме того, в соответствии с «доктриной Трумэна», в 1948 году на территории Турции и Греции начались интенсивные и широкомасштабные военные приготовления, которые охватывали формирование, вооружение и подготовку вооружённых сил Турции и Греции и перемещение их группировок вооружённых сил в непосредственной близости от границ Болгарии. В Болгарии было начато развитие военной промышленности, построена оборонительная линия на границе с Турцией.
В мае 1946 года была раскрыта действовавшая в армии офицерская организация «Царь Крум», готовившая военный переворот. После этого, 2 июля 1946 года Народное собрание приняло «Закон о контроле и руководстве войсками», из армии уволили 2 тысячи офицеров (при этом, для отправленных в отставку офицеров были предусмотрены льготы и материальная помощь).
В 1947 году бронетехника немецкого производства была снята с вооружения болгарской армии (хотя ещё некоторое время часть техники оставалась на хранении и использовалась в ходе учений).
18 марта 1948 года СССР и Болгария заключили договор о взаимопомощи.
5 мая 1948 был создан центральный спортивный клуб Болгарской Народной армии — «Септемврийско знаме».
В 1951 году были созданы Центральное управление местной противовоздушной обороны (Централно управление на Местната противовъздушна отбрана) и Организация содействия обороне (которая осуществляла подготовку шофёров, трактористов, мотоциклистов, автомехаников, лётчиков, моряков, радистов и иных технических специалистов для вооружённых сил и гражданского сектора экономики страны).
25 февраля 1955 года в Багдаде был подписан военный пакт между Турцией и Ираком («Багдадский пакт»), к которому 4 апреля 1955 года присоединилась Великобритания, в результате на границе Болгарии возник военный блок (в дальнейшем ставший основой «организации Центрального договора» — CENTO).
14 мая 1955 года Болгария вошла в Организацию Варшавского Договора, а в декабре 1955 года была принята в ООН. Система коллективной безопасности снизила риск прямого вооружённого нападения на страну и позволила сократить численность вооружённых сил. В период с мая 1955 года до мая 1958 года численность вооружённых сил Болгарии была уменьшена на 18 тысяч человек.
В этот период в подчинении Министерства обороны находились:
- сухопутные войска[65]
- войска ПВО и военно-воздушные силы[65]
- военно-морской флот[65]
- строительные войска[65]
- тыловые структуры и службы[65]
- военно-учебные заведения (Военная Академия им. Г. С. Раковского и 4 военные школы подготовки офицеров)[65]
- органы военной печати (газета «Народна армия», журналы «Армейски преглед», «Български воин», «Армейска младеж» и «Армейски комунист»)[65]
- Гражданская оборона[65] (с 1962 года)

В 1956 году на вооружение болгарской армии поступили самоходные артиллерийские установки СУ-100.
В феврале 1958 года был принят закон «О всеобщей воинской службе», в соответствии с которым продолжительность срочной службы в армии, ВВС и ПВО составляла два года, на флоте — три года. Также, в 1958 году был создан Спортивный комитет дружественных армий, участником которого стали вооружённые силы Болгарии.
В 1962 году в подчинение министерства народной обороны передали пограничные войска (но в 1972 году они были переданы в ведение министерства внутренних дел).
В 1963 году НРБ подписала Московский договор о запрещении испытаний ядерного оружия в атмосфере, космическом пространстве и под водой.
В связи с осложнением военно-политической обстановки после военного переворота в Греции в апреле 1967 года, 20 — 27 августа 1967 года на территории Болгарии были проведены военные учения «Родопы», в которых приняли участие болгарские, советские и румынские войска.
В июле 1968 года НРБ подписала Договор о нераспространении ядерного оружия.
В августе 1968 года войска Болгарии приняли участие в операции «Дунай». В операции приняли участие 12-й и 22-й мотострелковые полки (в составе которых на начало операции насчитывалось 2164 военнослужащих и 2177 — при выходе из Чехословакии), а также один болгарский танковый батальон — 26 танков Т-34.
В 1974 году Полина Недялкова стала первой женщиной-генералом в истории Болгарии.
12 — 20 марта 1984 года на территории НРБ, ВНР, СРР, юго-западных районов СССР и в акватории Чёрного моря прошли командно-штабные учения армий и флотов стран Варшавского Договора «Щит-84», в которых участвовали вооружённые силы Болгарии.

### С 1990
19 ноября 1990 года Болгария подписала Договор об обычных вооружённых силах в Европе.
В 1990-е годы началось реформирование вооружённых сил, в ходе которого численность армии была существенно сокращена.
В 1992—1993 гг. Болгария принимала участие в миротворческой операции ООН в Камбодже (UNTAC).
Весной 1994 года в Софии прошло первое заседание болгаро-американской рабочей группы по вопросам обороны, на котором было принято решение начать подготовку соглашения о взаимодействии между США и Болгарией в военной области.
В апреле 1994 года был подписан план сотрудничества вооружённых сил Болгарии и Австрии, который предусматривал обучение военнослужащих Болгарии в Австрии.
В 1994 году общая численность вооружённых сил Болгарии составляла 96 тыс. человек, военный бюджет был уменьшен до 11 млрд левов. В течение 1994 года в вооружённых силах усиливались отрицательные явления, коррупция, увеличилось количество происшествий со смертельным исходом среди военнослужащих.
В конце 1996 года вопрос о членстве в НАТО был впервые поставлен в ходе выборов президента страны (предложение озвучил кандидат от Объединённых демократических сил Болгарии). 17 февраля 1997 года парламент Болгарии одобрил решение о вступлении страны в НАТО. В том же году, на мадридском саммите НАТО, Болгария (в числе других шести стран-кандидатов) была официально приглашена к членству в НАТО. В 1999 году, являясь страной-кандидатом, Болгария разрешила использовать своё воздушное пространство для пролёта самолётов НАТО, участвующих в агрессии против Югославии.
3 декабря 1997 года Болгария подписала конвенцию о запрете противопехотных мин, 4 сентября 1998 года она была ратифицирована, после чего началось уничтожение имевшихся запасов противопехотных мин.
В 1998 году Счётная палата правительства Болгарии провела проверку состояния стратегических резервов страны и военных складов в городах София, Пловдив, Плевен и Варна. В результате проверки было установлено, что в случае полной мобилизации запасов МТО для вооружённых сил хватит всего на три-четыре дня, так как запасы сырья и готовой продукции (по документам числившиеся как стратегические резервы военного времени) были распроданы с нарушениями законодательства, расхищены или утрачены при неустановленных обстоятельствах.
В этот же период начинается сокращение резервов оружия и перевооружение болгарской армии оружием стандарта НАТО.
- после получения иностранного финансирования, в 2001—2004 гг. было уничтожено 97 751 единиц стрелкового оружия[92]
- в 2002 году по требованию НАТО правительство Болгарии расформировало ракетные части сухопутных войск.

21 января 2002 года правительство Болгарии приняло решение о отправке военного контингента в Афганистан, и 16 февраля 2002 года в Афганистан были направлены первые 32 военнослужащих. В 2003 году было принято решение о увеличении численности болгарского контингента в составе ISAF и расширении поставленных перед ним задач.

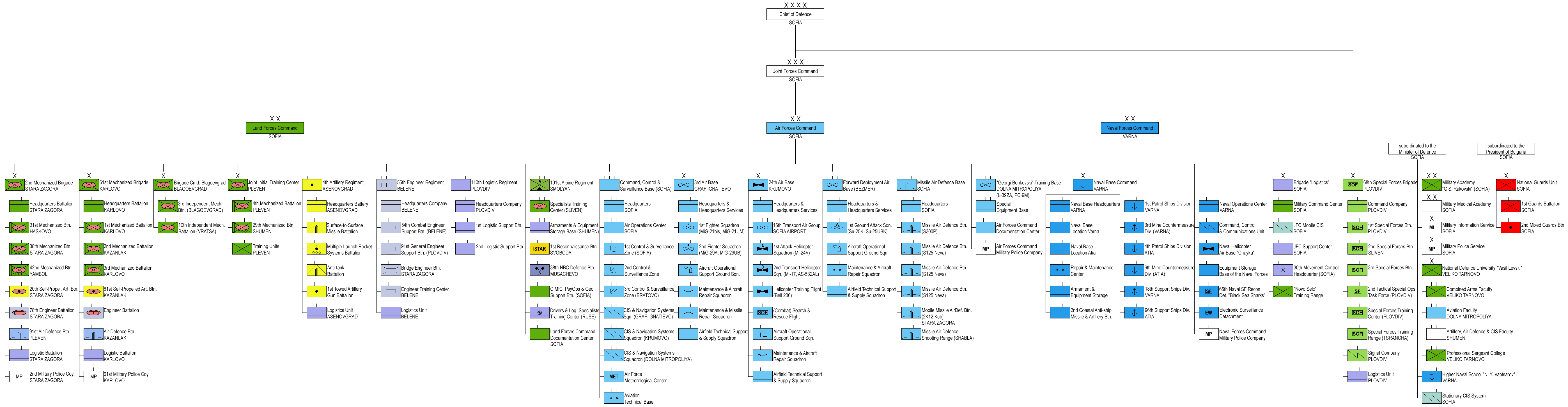
ОШС ВС Болгарии на 2017 г.

В 2003 году правительство Болгарии приняло решение о отправке военного контингента в Ирак, который находился в стране с августа 2003 до декабря 2005 года, а 22 февраля 2006 года был возвращён в Ирак. В декабре 2008 года болгарский контингент был окончательно выведен из Ирака.
- кроме того, в рамках операции NTM-I в 2006 году Болгария отправила в Ирак 4 военных инструкторов, в 2006—2007 годы выделила 40 тыс. долларов США на финансирование программы обучения сил безопасности Ирака[94]. В начале 2009 года количество военных инструкторов Болгарии было уменьшено до двух человек[95].

29 марта 2004 года Болгария вступила в блок НАТО, для интеграции вооружённых сил страны в состав НАТО было создано объединённое оперативное командование.
По состоянию на 2004 год, общая численность вооружённых сил Болгарии составляла 61 тыс. военнослужащих регулярной армии и 303 тыс. резервистов, ещё 27 тыс. служили в иных военизированных формированиях (12 тыс. — в пограничных войсках, 7 тыс. — в строительных войсках, 5 тыс. — в службе защиты граждан, 2 тыс. — в военизированной охране министерства транспорта и 1 тыс. — в государственной службе охраны).
- сухопутные войска: 41 тыс. военнослужащих, 1500 танков (T-72 и T-54/T-55) свыше 2000 боевых бронированных машин, 36 пусковых установок оперативно-тактических ракет Р-17э, свыше 1700 орудий, 200 ПУ ПТУР, около 500 зенитных установок[96].
- военно-воздушные силы: 15 тыс. военнослужащих, 120 боевых и 60 транспортных и учебных самолётов, 70 вертолётов[96].
- военно-морские силы: 5 тыс. военнослужащих, 24 боевых корабля, 8 катеров, 7 вертолётов, батареи береговой обороны[96].

В 2004—2005 гг. для вооружённых сил закупили 16 небронированных и 112 бронированных джипов «Mercedes-Benz G-Wagen», в начале 2006 года — шесть грузовиков Mercedes-Benz Actros-1841.
28 апреля 2006 года в Софии министр иностранных дел Болгарии Ивайло Калфин и госсекретарь США Кондолиза Райс подписали соглашение «Defense Cooperation Agreement», который предусматривал создание военных баз США на территории Болгарии. 26 мая 2006 года парламент Болгарии ратифицировал соглашение, которое вступило в силу 12 июня 2006 года.
В 2007 году была сформирована Балканская боевая группа вооружённых сил стран Евросоюза («Balkan Battle Group», не менее 1500 военнослужащих), в состав которой вошли подразделения вооружённых сил Греции, Болгарии, Румынии и Кипра.
В ноябре 2007 года Болгария заказала в США 7 бронемашин M1117 ASV, которые были получены в 2008 году. Кроме того, по линии фонда «Солидарность с коалиционными силами в Ираке» в 2008 году США передали Болгарии 52 автомашины HMMWV общей стоимостью 17 млн долларов.
3 июля 2008 года взорвался склад боеприпасов (в/ч 18250) на окраине Софии.
В 2009 году для армии была заказана партия грузовиков Mercedes-Benz Zetros.
В 2010 году численность болгарской армии составляла 32 000 военнослужащих, бюджет — 1,23 млрд левов (1,74 % ВВП).
После землетрясения 12 января 2010 года на Гаити в состав миротворческих сил ООН на Гаити был направлен военно-медицинский отряд быстрого реагирования из пяти военнослужащих (хирург, травматолог, анестезиолог-реаниматолог и две медсестры), они работали во французском полевом госпитале ООН.
29 декабря 2010 года правительство Болгарии приняло план реформирования и развития вооружённых сил на период до 2015 года («Планът за организационно изграждане и модернизация на въоръжените сили до 2015 г.»), предусматривавший продолжение военной реформы.
По состоянию на начало 2011 года, численность вооружённых сил Болгарии составляла 31 315 военнослужащих регулярной армии и 303 тыс. резервистов, ещё 34 тыс. служили в иных военизированных формированиях (12 тыс. — в пограничных войсках, 4 тыс. — в полиции безопасности и 18 тыс. — в составе железнодорожных и строительных войск). Комплектование вооружённых сил производилось по призыву.
29 марта 2011 Болгария присоединилась к военной операции НАТО против Ливии — в состав сил НАТО, осуществлявших морскую блокаду Ливии был направлен фрегат «Дръзки» (160 военнослужащих: команда корабля и 12 боевых пловцов)
В 2012 году количество военнослужащих болгарской армии сократилось более, чем на 1500 человек.
В декабре 2014 года по программе военной помощи из США вооружённые силы Болгарии получили четыре малых разведывательных БПЛА модели «Phoenix 30».
5 февраля 2015 года на встрече министров обороны стран НАТО было принято решение о создании в Болгарии командного центра сил быстрого реагирования НАТО. Как сообщил министр обороны Болгарии Николай Ненчев, центр будет создан в Софии, его работу будут обеспечивать 50 сотрудников (25 военнослужащих болгарской армии и 25 военных из иных стран НАТО).
12 марта 2015 года министр обороны Болгарии Н. Ненчев сообщил, что с момента вступления в НАТО в 2004 году до конца 2014 года в Болгария участвовала в 21 операции НАТО, расходы Болгарии на участие в операциях НАТО за это время составили 689 177 485 левов.
В связи с осложнением обстановки на болгаро-турецкой границе (увеличение количества нелегальных мигрантов, контрабанды и иных нарушений), в 2015 году вооружённые силы были привлечены к участию в деятельности по охране границы. В 2017 году в операции «Принос към националната сигурност в мирно време» участвовали 240 военнослужащих и 70 единиц техники вооружённых сил Болгарии.
24 февраля 2022 года российские войска перешли в наступление на Украине. Правительство Болгарии поручило министерству иностранных дел и министерству обороны принять участие в перевозке и размещении беженцев с территории Украины. Для временного размещения беженцев были выделены несколько зданий министерства обороны и три отеля, для транспортировки беженцев через Румынию — несколько автобусов командования логистической поддержки вооруженных сил. Автобусы (которыми управляли военнослужащие болгарской армии) ежедневно совершали 3-4 бесплатных рейса. Всего с 4 до 17 марта 2022 года из Румынии в Болгарию было перевезено 1728 беженцев (из них 77 детей).
19 марта 2025 года в результате авиаудара ВВС Израиля по зданию ООН в центральной части Сектора Газа погиб иностранный сотрудник ООН (военнослужащий вооружённых сил Болгарии, капитан Марин Маринов).

## Отличительные знаки
|                                            |                                     |         |                                           |
| Отличительный знак военно-воздушных сил РБ | Флаг военно-морского флота Болгарии | Гюйс РБ | Гюйс катеров пограничной полиции Болгарии |

## Профессиональные праздники
- 6 мая — День храбрости и праздник Болгарской армии (отмечается с 1880 года)[119]
- 23 сентября — День Народной Армии[120]

## Знаки различия
| категория                  | Генералы      | Генералы          | Генералы          | Генералы         | Старшие офицеры    | Старшие офицеры    | Старшие офицеры    | Младшие офицеры   | Младшие офицеры   | Младшие офицеры | Младшие офицеры   | Прапорщики         | Сержанты | Сержанты         | Сержанты             | Сержанты             | Солдаты        | Солдаты |
| -------------------------- | ------------- | ----------------- | ----------------- | ---------------- | ------------------ | ------------------ | ------------------ | ----------------- | ----------------- | --------------- | ----------------- | ------------------ | -------- | ---------------- | -------------------- | -------------------- | -------------- | ------- |
| погон сухопутных войск     |               |                   |                   |                  |                    |                    |                    |                   |                   |                 |                   |                    |          |                  |                      |                      |                |         |
| погон военно-воздушных сил |               |                   |                   |                  |                    |                    |                    |                   |                   |                 |                   |                    |          |                  |                      |                      |                |         |
| воинское звание            | Генерал       | Генерал-лейтенант | Генерал-майор     | Бригаден генерал | Полковник          | Подполковник       | Майор              | Капитан           | Старши лейтенант  | Лейтенант       | Младши лейтенант  | Офицерски кандидат | Старшина | Старши сержант   | Сержант              | Младши сержант       | Ефрейтор       | Редник  |
| аналог в ВС РФ (кроме ВМФ) | Генерал армии | Генерал-полковник | Генерал-лейтенант | Генерал-майор    | Полковник          | Подполковник       | Майор              | Капитан           | Старший лейтенант | Лейтенант       | Младший лейтенант | Прапорщик          | Старшина | Старший сержант  | Сержант              | Младший сержант      | Ефрейтор       | Рядовой |
| погон военно-морских сил   |               |                   |                   |                  |                    |                    |                    |                   |                   |                 |                   |                    |          |                  |                      |                      |                |         |
| наплечный знак ВМС         |               |                   |                   |                  |                    |                    |                    |                   |                   |                 |                   |                    |          |                  |                      |                      |                |         |
| корабельное звание         | адмирал       | вицеадмирал       | контраадмирал     | Флотилен адмирал | капитан 1-ви ранг  | кап 2-ри ранг      | кап 3-ти ранг      | кап. лейт.        | ст. лейт          | лейтенант       | мл. лейтенант     | офицерски кандидат | мичман   | главен старшина  | старшина 1-ва степен | старшина 2-ра степен | старши матрос  | матрос  |
| аналог в ВМФ РФ            | Адмирал флота | Адмирал           | Вице-адмирал      | Контр-адмирал    | Капитан 1-го ранга | Капитан 2-го ранга | Капитан 3-го ранга | Капитан-лейтенант | Старший лейтенант | Лейтенант       | Младший лейтенант | Старший мичман     | Мичман   | Главный старшина | Старшина 1-й статьи  | Старшина 2-й статьи  | Старший матрос | Матрос  |
| ранг нато                  | OФ-8          | OФ-7              | OФ-6              | OФ-6             | OФ-5               | OФ-4               | OФ-3               | OФ-2              | OФ-1a             | OФ-1б           | OФ-1в             | OP-9               | OP-8     | OP-7             | OP-6                 | OP-5                 | OP-2           | OP-1    |